# Primeros reinos de taifas

Los reinos de taifas en 1037.

Los reinos de taifas en 1080.

Las taifas fueron un conjunto de pequeños estados (en árabe: ملوك الطوائف‎) que fueron apareciendo entre la desintegración del califato de Córdoba a partir de la fitna o guerra civil que estalló en 1009 tras la muerte del último caudillo amirí Abd al-Malik al-Muzaffar y el derrocamiento del último califa omeya Hisham III, con la consiguiente abolición formal del califato en 1031. Los regímenes políticos autónomos de los reinos de taifas sucumbieron ante la instauración de gobiernos almorávides en al-Ándalus desde 1085.

## Orígenes, apogeo y caída de los reinos de taifas
Desde que el califa Hisham II es obligado a abdicar en 1009 hasta el año de la abolición formal del califato en 1031 se suceden en el trono de Córdoba nueve califas, de las dinastías omeya y hamudí, en un escenario político caótico que dio paso a la independencia paulatina de las taifas de Almería, Murcia, Alpuente, Arcos, Badajoz, Carmona, Denia, Granada, Huelva, Morón, Silves, Toledo, Tortosa, Valencia, Albarracín y Zaragoza. Cuando el último califa Hisham III es depuesto y proclamada en Córdoba una república, todas las coras (provincias) de Al-Ándalus que aún no se habían segregado se autoproclaman independientes, regidas por clanes árabes, bereberes o eslavos.
En el trasfondo se hallaban problemas muy profundos. Por una parte, las luchas por el trono califal no hacían sino reproducir las luchas internas que siempre habían asolado el emirato y el califato por causas raciales: árabes, bereberes arabizados y nuevos, muladíes o eslavos, que estaban constituidos inicialmente por esclavos libres de origen centroeuropeo o del norte peninsular y conseguido puestos importantes en la administración. También influían la mayor o menor presencia de población mozárabe, el afán de autonomía de las áreas con mayores recursos económicos y la agobiante presión fiscal necesaria para financiar el coste de los esfuerzos bélicos.
Inicialmente se constituyeron más de veinte pequeños estados o taifas autónomas dirigidos por caudillos locales procedentes de una familia que se perpetuó a lo largo del siglo XI en una dinastía reinante. Así ocupan el poder clanes de la antigua aristocracia árabe en Valencia (amiríes, descendientes de Almanzor) y Zaragoza (tuyibíes y hudíes). En la zona occidental se hicieron con el poder tribus bereberes muy arabizadas, que formaban parte de la población andalusí desde la conquista de Tariq a comienzos del siglo VIII: los aftasíes en Badajoz, birzalíes en Carmona, ziríes en Granada, hamudíes en Algeciras y Málaga y abadíes en Sevilla. Con el paso de los años, las taifas de Sevilla (que había conquistado todas las pequeñas taifas de la Andalucía occidental y Murcia en la parte de la oriental), Badajoz, Toledo y Zaragoza, constituirían las potencias islámicas peninsulares.
En general, las taifas más poderosas fueron absorbiendo con el tiempo a las más pequeñas. Así, la taifa de Sevilla, conquistó y anexó a las más pequeñas de Arcos, Algarve, Algeciras, Morón, Ronda, Carmona, Huelva, Mértola, Niebla y Silves, estas últimas, situadas al sur del actual Portugal, ambicionadas también por la taifa de Badajoz. Por otro lado, en la antigua Marca Superior del califato, los hudíes de Zaragoza reunieron un conglomerado que en ocasiones se segregaron como taifas independientes, formado por Tudela, Calatayud, Huesca, Lérida o Tortosa, llegando hacia 1080 a ocupar el territorio peninsular de la poderosa taifa de Denia (que consiguió conquistar las Baleares y Cerdeña y reunió una flota de guerra de ciento veinte naves) y hacer vasalla a la rica pero desprotegida Taifa de Valencia. Sin embargo, en esta zona, y gracias a su hábil manejo de la diplomacia, lograron sobrevivir dinastías independientes en la taifa de Albarracín y la taifa de Alpuente.
Durante el apogeo de los reinos de taifas del siglo XI sus reyezuelos intentaron reproducir las estructuras del califato omeya a una escala menor. Para ello compitieron entre sí no solo militarmente sino también procuraron mostrar su esplendor intelectual. Para ello, trataron de rodearse de los más prestigiosos poetas, científicos y artistas. Paradójicamente, el periodo de taifas fue a su vez el del máximo apogeo de la cultura andalusí, y en este siglo sus creaciones intelectuales adoptan caracteres propios e independientes del islam oriental. Nace en este siglo una filosofía en Al-Ándalus con una particular idiosincrasia, progresan las matemáticas y la astronomía, florece la poesía y la arquitectura desarrolla un estilo manierista que influirá posteriormente en el arte magrebí de almorávides y almohades.
Sin embargo, la disgregación del califato en múltiples taifas, que podían subdividirse o concentrarse con el paso del tiempo, hizo evidente que sólo un poder político centralizado y unificado podía resistir el avance de los reinos cristianos del norte. Al carecer de las tropas necesarias, las taifas contrataban mercenarios para luchar contra sus vecinos o para oponerse a los reinos cristianos del norte. Incluso guerreros cristianos, como el propio Cid Campeador, sirvieron a reyes musulmanes, luchando incluso contra otros reyes cristianos. Sin embargo, esto no fue suficiente y los reinos cristianos aprovecharían la división musulmana y la debilidad de cada taifa individual para someterlas. Al principio el sometimiento era únicamente económico, forzando a las taifas a pagar un tributo anual, las parias, a los monarcas cristianos.
No obstante, la conquista de Toledo en 1085 por parte de Alfonso VI de León y Castilla hizo palpable que la amenaza cristiana podía acabar con los reinos musulmanes de la península. Ante tal amenaza, los reyes de las taifas pidieron ayuda al sultán almorávide del norte de África, Yusuf ibn Tasufin, quien pasó el estrecho de Gibraltar estableciéndose en Algeciras y no sólo derrotó al rey leonés en la batalla de Sagrajas (1086), sino que conquistó progresivamente todas las taifas.

## Etapas
En la evolución de los primeros reinos de taifas se pueden distinguir tres periodos:
- De 1009 a 1031. Las distintas facciones (linajes o ta'i-fah, plural de clan —tawa'if—) se hacen con el poder progresivamente en sus gobiernos locales, al tiempo que apoyan a los efímeros pretendientes a califa manejándoles según sus intereses y como aval de prestigio del poder al que aspiran. En este periodo se consolidan unos treinta poderes locales, al frente de los cuales, los caudillos regionales usan títulos honoríficos (laqb) usados por los califas y el chambelán Almanzor (como Al-Mansur o Al-Mundir), pero sin proclamarse estos reyezuelos califas personalmente. Las intrigas por la cabeza del califato se desarrollaban fundamentalmente en Córdoba, pero desde la capital se perdió todo control sobre el resto de las coras andalusíes, que aprovecharon los incipientes reyezuelos taifales para gobernar con independencia, acuñando moneda y creando una administración independiente.
- De 1031 a 1045. Con la desaparición formal de la figura del califa, los reyes taifas procuran imitar los modos califales a escala local, construyendo palacios regios, nombrando visires, rodeándose de una corte monárquica y procurando atraer intelectuales y poetas que canten sus glorias, valiéndose del cultivo del género literario del panegírico, tan importante para la cultura islámica. La lucha por la supervivencia de los pequeños reinos y por la expansión de los más pujantes, generan importantes gastos en recursos militares, que consistían fundamentalmente en tropas mercenarias. Esto, unido a las parias o impuestos pagados a los más guerreros ejércitos cristianos, bien para aliarse con ellos contra otro enemigo, bien para comprar la paz, fue debilitando la pujanza del Ándalus. Las taifas mayores dominan a las satélites, y se consolidan como potencias las taifas de Badajoz, Toledo, Zaragoza y Sevilla. En el Mediterráneo destaca la taifa de Denia-taifa de Baleares, que armó una importante flota bélica.

- De 1045 a 1090. Las guerras interinas, las importantes parias pagadas a los reyes cristianos y la pujanza de estos decantó la balanza definitivamente en favor de los reinos de León, Castilla y Pamplona. Así, en 1085, Alfonso VI consigue fracturar el centro neurálgico de la cultura musulmana, tomando la Taifa de Toledo y estrangulando la vía medular de comunicación andalusí, que iba de Tortosa a Sevilla, pasando por Zaragoza y Toledo. Valencia, rica y deseada, no consigue consolidar una dinastía fuerte, y su debilidad le llevó a subordinarse a los reyes de Toledo, de Zaragoza, e incluso al rey Alfonso VI de Castilla, y, finalmente, a ser conquistada por El Cid en 1092. En 1085 los reyes taifas de Badajoz y Sevilla solicitan socorro a los almorávides que, aunque acuden en defensa del islam, acabarán con el poder de los reyes taifas hispanomusulmanes, pasando Al-Ándalus a constituir una provincia periférica de este imperio magrebí.

## Relación de taifas del primer período
- Taifa de Albarracín: 1012-1104 (almorávides)
- Taifa de Algeciras: 1013-1026 (Málaga); 1035-58 (Sevilla)
- Taifa de Almería: 1011-1091 (almorávides)
- Taifa de Alpuente: 1009-1106 (almorávides)
- Taifa de Arcos de la Frontera: 1011-1068 (Sevilla)
- Taifa de Badajoz: 1009-1094 (almorávides)
- Taifa de Baleares o Taifa de Mallorca: 1076-1116 (almorávides)
- Taifa de Ceuta: (separada de Málaga) 1061-1084 (almorávides)
- Taifa de Calatayud: 1046-1055 (Zaragoza)
- Taifa de Carmona: 1013-1067 (Sevilla)
- Taifa de Córdoba (república): 1031-1070 (Sevilla)
- Taifa de Denia: 1010/12-1076 (Zaragoza)
- Taifa de Granada (Garnata): 1013-1090 (almorávides)
- Taifa de Huelva: 1012/13-1051/53 (Sevilla)
- Taifa de Jérica: 1094-1098 (El Cid)
- Taifa de Lisboa: 1022-1034 (Badajoz)
- Taifa de Lorca: 1051-1091 (almorávides)
- Taifa de Málaga: 1026-1057/58 (Granada); 1073-1090 (almorávides)
- Taifa de Melilla: 1030-1079 (almorávides)
- Taifa de Mértola: 1033-1091 (almorávides)
- Taifa de Molina: 1075-1100 (Aragón)
- Taifa de Morón: 1013-1066 (Sevilla)
- Taifa de Murcia: 1011/12-1065 (Valencia)
- Taifa de Murviedro y Sagunto: 1086-1092 (almorávides)
- Taifa de Niebla: 1023/24-1053 (Sevilla)
- Taifa de Ronda: 1039/40-1065 (Sevilla)
- Taifa de Santa María del Algarve: 1018-1051 (Sevilla)
- Taifa de Segorbe: 1055-1075 (almorávides)
- Taifa de Sevilla: 1023-1091 (almorávides)
- Taifa de Silves: 1040-1063 (Sevilla)
- Taifa de Toledo: 1010/31-1085 (castellanos)
- Taifa de Tortosa: 1039-1060 (Zaragoza); 1081/82-1092 (Denia)
- Taifa de Tudela: 1046-1051 (Zaragoza)
- Taifa de Valencia: 1010/11-1094 (El Cid)
- Taifa de Zaragoza: 1017-1118 (almorávides)